# Millrose Games 2010
103. Millrose Games – halowy mityng lekkoatletyczny, który odbył się 29 stycznia 2010 w Nowym Jorku. Zawody otwierały cykl halowych mityngów IAAF World Indoor Meetings w sezonie 2010. Areną zmagań lekkoatletów była hala Madison Square Garden.
W ramach mityngu rozegrano także mistrzostwa Stanów Zjednonych w chodzie na 1 milę.

## Rezultaty

### Mężczyźni
| Konkurencja               | 1. miejsce           | 1. miejsce | 2. miejsce      | 2. miejsce | 3. miejsce      | 3. miejsce |
| ------------------------- | -------------------- | ---------- | --------------- | ---------- | --------------- | ---------- |
| Bieg na 60 m              | Ivory Williams       | 6.59       | Michael Rodgers | 6.60       | Travis Padgett  | 6.62       |
| Bieg na 600 jardów        | Bershawn Jackson     | 1:11.26    | Edino Steele    | 1:11.30    | Renny Quow      | 1:11.60    |
| Bieg na 800 m             | Boaz Lalang          | 1:50.51    | Duane Solomon   | 1:51.14    | Prince Mumba    | 1:51.15    |
| Bieg na milę              | Bernard Lagat        | 3:56.34    | Asbel Kiprop    | 3:58.03    | Andrew Baddeley | 3:58.09    |
| Bieg na 60 m przez płotki | Terrence Trammell    | 7.49       | Ryan Brathwaite | 7.61 NR    | Trey Hardee     | 7.78       |
| Skok o tyczce             | Mark Hollis          | 5.60       | Derek Miles     | 5.60       | Timothy Mack    | 5.50       |
| Pchnięcie kulą            | Christian Cantwell   | 21.95      | Reese Hoffa     | 20.59      | Adam Nelson     | 20.51      |
| Rzut ciężarkiem           | Thomas Jacob Freeman | 23.57      | Seid Mujanović  | 20.19      | Chris Bryce     | 19.91      |

### Kobiety
| Konkurencja               | 1. miejsce              | 1. miejsce | 2. miejsce              | 2. miejsce | 3. miejsce                            | 3. miejsce |
| ------------------------- | ----------------------- | ---------- | ----------------------- | ---------- | ------------------------------------- | ---------- |
| Bieg na 60 m              | Me’Lisa Barber          | 7.24       | Veronica Campbell-Brown | 7.24       | Muna Lee                              | 7.25       |
| Bieg na 400 m             | Monica Hargrove         | 55.07      | Aliann Pompey           | 55.19      | Phyllis Francis                       | 55.82      |
| Bieg na milę              | Hannah England          | 4:31.48    | Sara Hall               | 4:31.50    | Sally Kipyego                         | 4:32.30    |
| Bieg na 60 m przez płotki | Priscilla Lopes-Schliep | 8.01       | Tiffany Ofili           | 8.04       | Virginia Powell                       | 8.07       |
| Skok o tyczce             | Chelsea Johnson         | 4.51       | Becky Holliday          | 4.41       | Jillian Schwartz                      | 4.31 NR    |
| Skok wzwyż                | Sheree Francis          | 1.88       | Raevan Harris           | 1.85       | Priscilla Frederick Becky Christensen | 1.75       |
| Rzut ciężarkiem           | Amber Campbell          | 24.20      | Erin Gilreath           | 21.60      | Amy Thayer                            | 18.32      |